# Goya 1998
Die 12. Verleihung des Goya fand am 31. Januar 1998 im Palacio Municipal de Congresos in Madrid statt. Der spanische Filmpreis wurde in 24 Kategorien vergeben. Zusätzlich wurde ein Ehren-Goya verliehen. Die Moderation der Verleihung übernahm in diesem Jahr der Komiker und Schauspieler El Gran Wyoming.

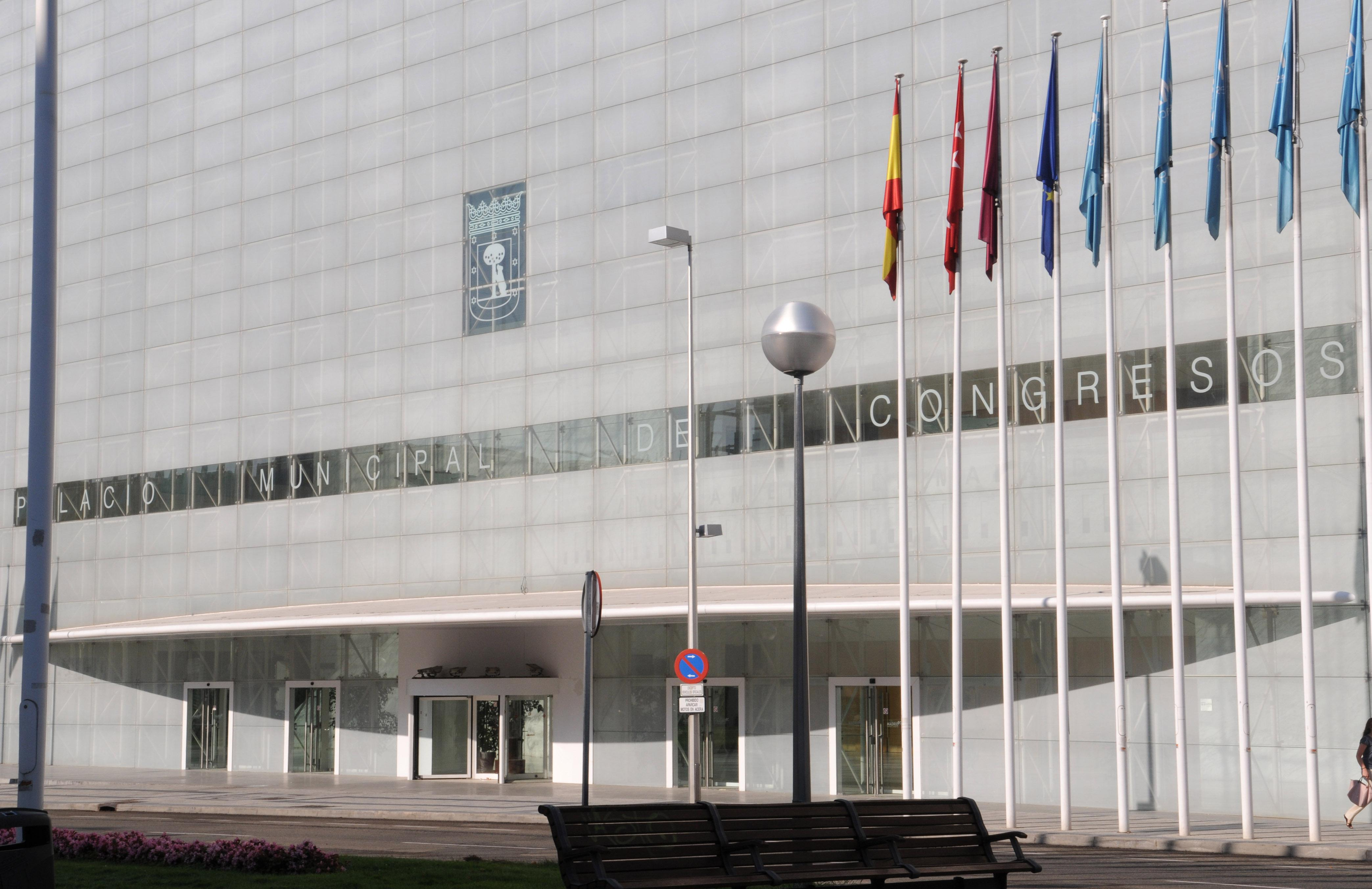
Der Palacio Municipal de Congresos, der Veranstaltungsort der Verleihung

## Gewinner und Nominierte
| Statistik (Filme mit mehr als einer Nominierung) N=Nominierung; A=Auszeichnung |   |   |
| Film                                                                           | N | A |
| Geheimnisse des Herzens                                                        | 9 | 4 |
| La buena estrella                                                              | 7 | 5 |
| El color de las nubes                                                          | 6 | 1 |
| Das Zimmermädchen der Titanic                                                  | 5 | 2 |
| Perdita Durango                                                                | 4 | 2 |
| Martín (Hache)                                                                 | 4 | 1 |
| Airbag – Jetzt knallt’s richtig!                                               | 3 | 2 |
| Live Flesh – Mit Haut und Haar                                                 | 3 | 1 |
| Familie                                                                        | 2 | 1 |
| Carreteras secundarias                                                         | 2 | 0 |
| Dem Tod auf der Spur                                                           | 2 | 0 |
| En brazos de la mujer madura                                                   | 2 | 0 |
| Lorca – Mord an der Freiheit                                                   | 2 | 0 |

### Bester Film (Mejor película)
La buena estrella – Regie: Ricardo Franco
- Geheimnisse des Herzens (Secretos del corazón) – Regie: Montxo Armendáriz
- Martín (Hache) – Regie: Adolfo Aristarain

### Beste Regie (Mejor dirección)
Ricardo Franco – La buena estrella
- Adolfo Aristarain – Martín (Hache)
- Montxo Armendáriz – Geheimnisse des Herzens (Secretos del corazón)

### Beste Nachwuchsregie (Mejor dirección novel)
Fernando León de Aranoa – Familie (Familia)
- David Alonso und Fernando Cámara – Memorias del ángel caído
- Mireia Ros – La Moños

### Bester Hauptdarsteller (Mejor actor)
Antonio Resines – La buena estrella
- Javier Bardem – Live Flesh – Mit Haut und Haar (Carne trémula)
- Jordi Mollà – La buena estrella

### Beste Hauptdarstellerin (Mejor actriz)
Cecilia Roth – Martín (Hache)
- Maribel Verdú – La buena estrella
- Julia Gutiérrez Caba – El color de las nubes

### Bester Nebendarsteller (Mejor actor de reparto)
José Sancho – Live Flesh – Mit Haut und Haar (Carne trémula)
- Juan Jesús Valverde – Las ratas
- Antonio Valero – El color de las nubes

### Beste Nebendarstellerin (Mejor actriz de reparto)
Charo López – Geheimnisse des Herzens (Secretos del corazón)
- Ángela Molina – Live Flesh – Mit Haut und Haar (Carne trémula)
- Vicky Peña – Geheimnisse des Herzens (Secretos del corazón)

### Bester Nachwuchsdarsteller (Mejor actor revelación)
Andoni Erburu – Geheimnisse des Herzens (Secretos del corazón)
- Manuel Manquiña – Airbag – Jetzt knallt’s richtig! (Airbag)
- Fernando Ramallo – Carreteras secundarias

### Beste Nachwuchsdarstellerin (Mejor actriz revelación)
Isabel Ordaz – Chevrolet
- Paulina Gálvez – Retrato de mujer con hombre al fondo
- Blanca Portillo – El color de las nubes

### Bestes Originaldrehbuch (Mejor guion original)
Ricardo Franco und Ángeles González-Sinde – La buena estrella
- Montxo Armendáriz – Geheimnisse des Herzens (Secretos del corazón)
- Fernando León de Aranoa – Familie (Familia)

### Bestes adaptiertes Drehbuch (Mejor guion adaptado)
Jean-Louis Benoît, Bigas Luna und Cuca Canals – Das Zimmermädchen der Titanic (La camarera del Titanic)
- Ignacio Martínez de Pisón – Carreteras secundarias
- Ventura Pons und Josep Maria Benet i Jornet – Actrices

### Beste Produktionsleitung (Mejor dirección de producción)
José Luis Escolar – Perdita Durango
- Roberto Manni – Das Zimmermädchen der Titanic (La camarera del Titanic)
- Yousaf Bokhari – Dem Tod auf der Spur (Territorio Comanche)

### Beste Kamera (Mejor fotografía)
Jaume Peracaula – El color de las nubes
- José Luis Alcaine – En brazos de la mujer madura
- Patrick Blossier – Das Zimmermädchen der Titanic (La camarera del Titanic)

### Bester Schnitt (Mejor montaje)
Pablo Blanco – Airbag – Jetzt knallt’s richtig! (Airbag)
- Rosario Sáinz de Rozas – Geheimnisse des Herzens (Secretos del corazón)
- José María Biurrun – El color de las nubes

### Bestes Szenenbild (Mejor dirección artística)
Félix Murcia – Geheimnisse des Herzens (Secretos del corazón)
- Antonio Cortés – El color de las nubes
- Josep Rosell – En brazos de la mujer madura

### Beste Kostüme (Mejor diseño de vestuario)
Franca Squarciapino – Das Zimmermädchen der Titanic (La camarera del Titanic)
- León Revuelta – Lorca – Mord an der Freiheit (Muerte en Granada)
- María Estela Fernández und Glenn Ralston – Perdita Durango

### Beste Maske (Mejor maquillaje y peluquería)
José Quetglás und Mercedes Guillot – Perdita Durango
- Francisca Guillot und Miguel Sesé – Lorca – Mord an der Freiheit (Muerte en Granada)
- Cristóbal Criado und Alicia Pérez – La herida luminosa

### Beste Spezialeffekte (Mejores efectos especiales)
Juan Ramón Molina – Airbag – Jetzt knallt’s richtig! (Airbag)
- Roberto Ricci – Das Zimmermädchen der Titanic (La camarera del Titanic)
- Reyes Abades und Emilio Ruiz del Río – Dem Tod auf der Spur (Territorio Comanche)

### Bester Ton (Mejor sonido)
Gilles Ortion, Alfonso Pino und Bela María Da Costa – Geheimnisse des Herzens (Secretos del corazón)
- Ángel Gallardo, Carlos Garrido, Daniel Goldstein und Ricardo Steinberg – Martín (Hache)
- Eduardo Fernández, Daniel Goldstein und Ricardo Steinberg – El tiempo de la felicidad

### Beste Filmmusik (Mejor música original)
Eva Gancedo – La buena estrella
- José Manuel Pagán – Tic Tac
- Simon Boswell – Perdita Durango

### Bester Kurzfilm (Mejor cortometraje de ficción)
Cazadores – Regie: Achero Mañas
- Campeones – Regie: Antonio Conesa
- En medio de ninguna parte – Regie: Javier Rebollo
- Hola mamá – Regie: Pablo Fernández
- Pasaia – Regie: Mikel Aguirresarobe

### Bester Animationsfilm (Mejor película de animación)
Megasónicos – Regie: Javier González de la Fuente und José Martínez Montero

### Bester europäischer Film (Mejor película europea)
Ganz oder gar nicht (The Full Monty), Großbritannien – Regie: Peter Cattaneo
- Der englische Patient (The English Patient), Großbritannien – Regie: Anthony Minghella
- Brassed Off – Mit Pauken und Trompeten (Brassed Off), Großbritannien – Regie: Mark Herman

### Bester ausländischer Film in spanischer Sprache (Mejor película extranjera de habla hispana)
Cenizas del paraíso, Argentinien – Regie: Marcelo Piñeyro
- Amor vertical, Kuba – Regie: Arturo Sotto Díaz
- Última llamada, Mexiko – Regie: Carlos García Agraz

## Ehrenpreis (Goya de honor)
- Rafael Azcona, spanischer Drehbuchautor